# Mithila

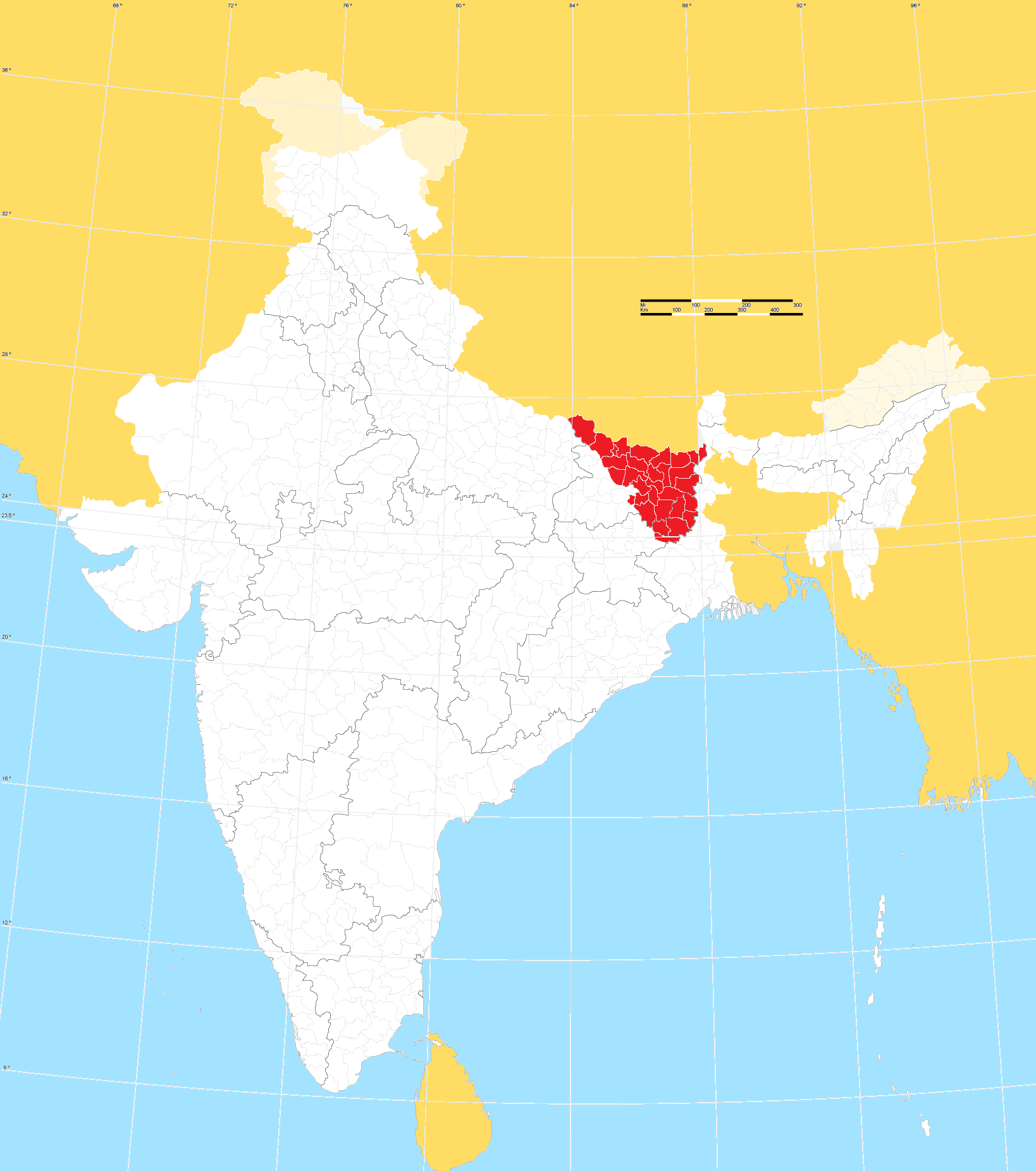
Territorio de la antigua ciudad de Mithila (marcado en rojo)

Mithila fue una antigua ciudad, capital del antiguo reino de Videja ―el moderno Tirjat― situado al norte de Bihar, en los que fueron los distritos de Darbhanga, Champaran, y Muzaffarpur.
Fue sede de un centro de enseñanza del idioma sánscrito.
Es mencionado en el Satápata-brahmana.
Cuando se habla de Mithila como reino, su capital se encontraba en Yanaka-Pura (en Nepal) y parece que sus límites llegaron en algún momento hasta el río Kosi, así que debe de haber incluido también partes de los distritos de Purnea, Monguir y Bhagalpur.

## Leyenda
Según el Majábharata (texto épico-religioso del siglo III a. C.), los mithila eran un pueblo del norte de la India, muy posiblemente los habitantes de Mithila.
En el Ramaiana se habla de Mithi, hijo del rey Nimi (que es un personaje del Majabhárata) y se convirtió en príncipe de la ciudad de Mithilā.
Según la tradición, en la corte del rey Janaka había maestros filósofos y religiosos ya hacia el 1000 a. C.
De la historia antigua del reino casi no se sabe nada.
En la literatura kaviá se cuentan historias sobre los mithilas.
En el Brijat-samjitá de Varaja Mijira se menciona a los mithilas como un pueblo real.
En el Bhagavata-purana (siglo XI d. C.), se le cambia el nombre al príncipe Mithi (mítico fundador de la ciudad de Mithilā) y se lo bautiza «rey Mithila».

## Historia
En el siglo IX la región fue conquistada por la dinastía Pal (de Magadha), y luego dominada por Ballal Sen (de Bengala) que había accedido al trono pocos años antes, en 1069.
Cuando nació su hijo Laksman Sen, el rey Balal Sen inauguró un calendario para celebrarlo. Ese calendario todavía está en uso entre los pandits de Mithilanchal.
En 1203, Mithilanchal fue conquistada temporalmente por Muhammad Bajtiiar Jalyi.
Nany Deva ―que tenía su capital en Simraun Garhi (Birganj)― derrotó al último rey sena Laksman Sen, y subió al trono.
Era músico, y después de la conquista de Mithilanchal trasladó su capital a Kamala Aditia Sthan (Kamladan).
Otro pueblo, Andharatharhi (en el distrito de Madhubani), también se menciona como la capital de los karnats. En este pueblo había unas setenta lagunas artificiales.
Nani Deva fundó la dinastía Karni, que tuvo cinco reyes.